# Lophotarsia minuta
Lophotarsia minuta là một loài bướm đêm trong họ Noctuidae.